# Schönhauser Allee

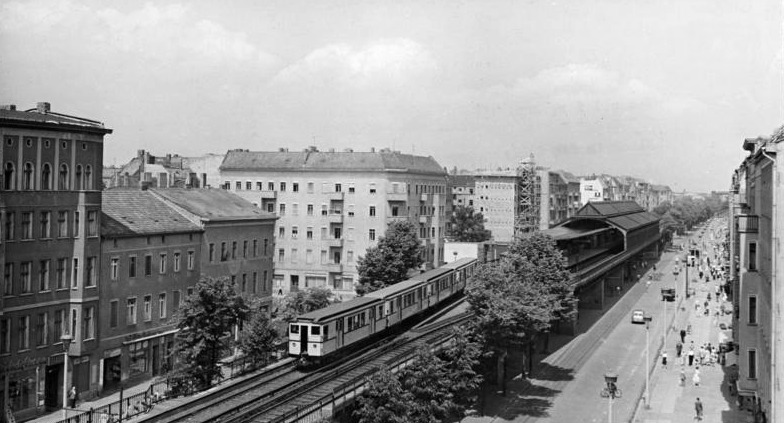
De Schönhauser Allee in juni 1960

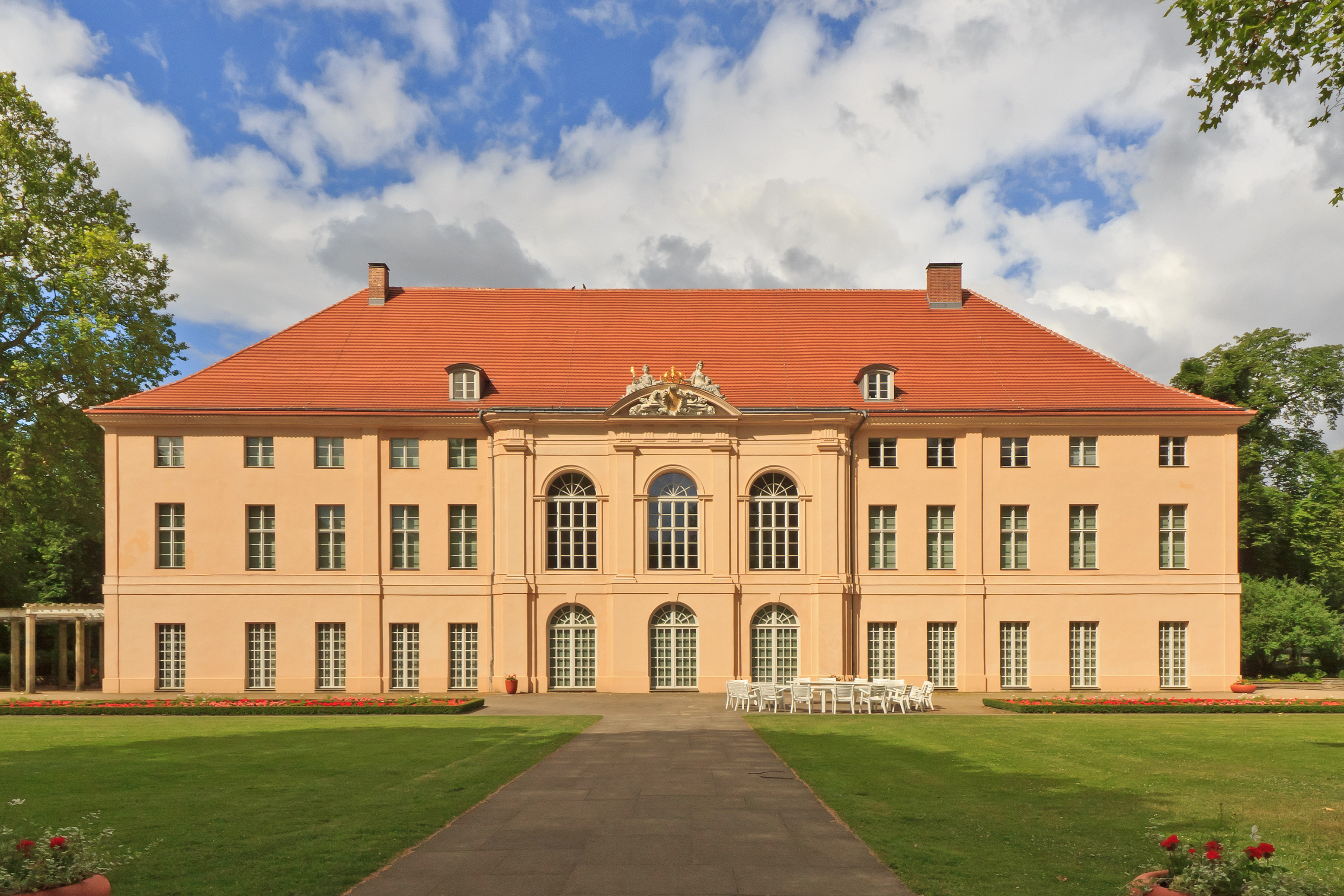
Slot Schönhausen, in 1664 in Hollandse stijl opgetrokken en rond 1764 aangepast door Jan Bouman

De Schönhauser Allee is de belangrijkste verkeersader van het Berlijnse stadsdeel Prenzlauer Berg en een grote verkeersas van noord naar zuid in de stad. De Schönhauser Allee is genoemd naar kasteel Schönhausen in Pankow. De Schönhauser Allee is tevens een van de zeven grote straten die, vertrekkende van het stadscentrum aan de Alexanderplatz, noord-oostwaarts lopen. Met de wijzers van de klok mee gaat het om de volgende straten:
- Brunnenstraße
- Schönhauser Allee
- Prenzlauer Allee
- Otto-Braun-Straße/Greifswalder Straße
- Landsberger Allee
- Karl-Marx-Allee/Frankfurter Allee
- Holzmarktstraße/Mühlenstraße/Stralauer Allee.

De metrolijn U2 volgt de Schönhauser Allee, via een tunnel onder het zuidelijk deel van de straat en over een viaduct in het noordelijk deel van de straat. Deze metrolijn heeft 3 metrostations aan deze straat, te weten Senefelderplatz, Eberswalder Straße en Schönhauser Allee. De tramlijn M1 loopt in het noordelijk deel eveneens evenwijdig met de Schönhauser Allee. De Schönhauser Allee kruist bij het gelijknamige station de Ringbahn.
De Schönhauser Allee begint aan het kruispunt Torstraße/Rosa-Luxemburg-Straße op de grens van de stadsdelen Mitte en Prenzlauer Berg, in het verlengde van de Alten Schönhauser Straße. Hier lag in vroeger tijden de Schönhauser Tor. De straat loopt vervolgens over ongeveer drie kilometer door Prenzlauer Berg en gaat aan de grens met het stadsdeel Pankow aan de Schonenschen Straße over in de Berliner Straße.
Belangrijke zijstraten van de Schönhauser Allee zijn:
- Schwedter Straße/Metzer Straße aan de Senefelderplatz
- Eberswalder Straße/Danziger Straße. Aan hetzelfde kruispunt komen ook de Kastanienallee en de Pappelallee uit
- Gleimstraße/Stargarder Straße
- Schivelbeiner Straße/Wichertstraße
- Bornholmer Straße/Wisbyer Straße, enkele meters vóór het einde van de Schönhauser Allee.

De huidige Schönhauser Allee ontstond in de middeleeuwen als verbindingsweg tussen de toentertijd kleine stad Berlijn en de dorpen Pankow en Niederschönhausen. Het gebied was aan beide zijden van de weg bebost en werd gebruikt voor bos- en landbouw. De straat won aan belang in 1691, toen keurvorst Frederik III het landgoed Niederschönhausen aankocht en het landgoed liet ombouwen tot een slot. Om de 6 km-lange reis van de vorst naar zijn slot te veraangenamen werden vier jaar later linden geplant langsheen de Schönhausenschen Landstraße. In 1708 ontstond aan de huidige hoek met de Torstraße het „Königliche Vorwerk vor dem Schönhausenschen Landwehr“ met een landhuis, het eerste gebouw van de straat.
De echtgenote van Frederik II, Elisabeth Christine werd na de troonsbestijging verstoten en kreeg in 1740 een onderkomen in het slot van Niederschönhausen. Omdat de buitenlandse gezanten van de koningin echter hun opwachting moesten blijven maken, werd de Schönhausensche Landstraße een protocollaire weg voor staatsbezoekers en diplomaten.